# ウラジーミル駅
ウラジーミル駅（ウラジーミルえき、ロシア語: Влад́имир）は、ロシア・ウラジーミルの中心駅。シベリア鉄道のモスクワ直通列車が停車する駅で、ヤロスラヴリ駅（モスクワ）とモスコフスキー駅（ニジニ・ノヴゴロド）の中間付近にある。

## 概要
2面3線のプラットホームを持つ。各プラットホームは跨線橋で結ばれている。モスクワへのエレクトリーチカ（近郊電車）をはじめ、ニジニ・ノヴゴロドやコヴロフなどへの列車が出ている。所要時間はモスクワのクールスカヤ駅から急行（1日1往復）で2時間40分、普通電車（1日3往復）で3時間強。
当駅から西側（モスクワ寄り）は直流電化、東側（ニジニ・ノヴゴロド寄り）は交流電化となっている。
シベリア鉄道のモスクワへ直通する列車の主要駅のひとつであり、ロシア号を含め全ての長距離列車が停車する。
駅の北側はバスターミナルになっており、モスクワをはじめとする各地へバスが頻発している。
グシ＝フルスタリヌイ方面への鉄道（ru:Шаблон:Владимир - Тумская）も当駅より分岐している。

## 隣の駅
ロシア鉄道
シベリア鉄道
ロシア号、3・4列車、ヴォストーク号、バイカル号
ヤロスラヴリ駅 - ウラジーミル駅 - モスコフスキー駅
エニセイ号
ヤロスラヴリ駅 - ウラジーミル駅 - ジェルジンスク駅